# Nong Hong (huyện)
Nong Hong (tiếng Thái: หนองหงส์) là một huyện (‘‘amphoe’’) ở phía tây của tỉnh Buriram, đông bắc Thái Lan.

## Địa lý
Các huyện giáp ranh (từ đông bắc theo chiều kim đồng hồ) là Lam Plai Mat, Chamni, Nong Ki của tỉnh Buriram, Chakkarat và Huai Thalaeng của tỉnh Nakhon Ratchasima.

## Lịch sử
Tiểu huyện (King Amphoe) đã được thành lập ngày 31 tháng 3 năm 1981, khi ba tambon Sa Kaeo, Huai Hin and Thai Samakkhi được tách khỏi Lam Plai Mat. Đơn vị này đã được nâng thành huyện ngày 1 tháng 1 năm 1988.

## Hành chính
Huyện này được chia thành 7 phó huyện (tambon), các đơn vị này lại được chia thành 100 làng (muban). Nong Hong là một thị trấn (thesaban tambon) nằm trên một phần của tambon Sa Kaeo. Có 7 tổ chức hành chính tambon (TAO).
| Số TT | Tên           | Tên tiếng Thái | Số làng | Dân số |  |
| ----- | ------------- | -------------- | ------- | ------ |  |
| 1.    | Sa Kaeo       | สระแก้ว         | 15      | 6.633  |  |
| 2.    | Huai Hin      | ห้วยหิน          | 19      | 9.573  |  |
| 3.    | Thai Samakkhi | ไทยสามัคคี       | 15      | 8.885  |  |
| 4.    | Nong Chai Si  | หนองชัยศรี       | 15      | 6.079  |  |
| 5.    | Sao Diao      | เสาเดียว        | 15      | 6.616  |  |
| 6.    | Mueang Fai    | เมืองฝ้าย        | 12      | 7.031  |  |
| 7.    | Sa Thong      | สระทอง         | 9       | 3.625  |  |